# François Schlatter
François Schlatter, dit Francis Schlatter outre-Atlantique, né le 29 avril 1856 dans le village d'Ebersheim, en Alsace, la date exacte de sa mort reste inconnue, est un mystique chrétien et cordonnier alsacien émigré aux États-Unis. On lui a attribué de nombreuses guérisons miraculeuses. Il a été connu en son temps sous de nombreux surnoms tels que « The Healer » (« le Guérisseur »), « le plus grand thaumaturge de son siècle », « El Sañador », « le marcheur de Dieu », « le Saint de Denver », « le Prophète aux 100 000 guérisons » ou encore « le pauvre cordonnier du Colorado ».

## Biographie

### Enfance
Schlatter naît, neuvième enfant d’une famille de tisserands, dans le village d'Ebersheim, dans le Bas-Rhin, près de Sélestat, en Alsace, le 29 avril 1856. François, sourd et aveugle à un an, grâce à la foi de sa mère qui le consacre à Dieu, guérit de sa cécité et partiellement de sa surdité. Pendant une dizaine d’années un rêve prémonitoire le hante ainsi qu’une de ses sœurs. Il pense qu’une mission l’attend, liée au destin de l’humanité.
En 1870, son père meurt, il a 14 ans, et devient apprenti cordonnier ; sa mère meurt en 1871.

### Émigration aux États-Unis
En 1884, il émigre aux États-Unis, où il travaille dans divers commerces dans diverses villes. Il s'installe à Denver, au Colorado, en 1892. Là, quelques mois plus tard, à son banc de cordonnier, il a une vision et entend la voix du Père lui ordonnant de vendre son entreprise, de donner l'argent aux pauvres et de consacrer sa vie à guérir les malades.
Il entreprend alors un pèlerinage à pied, pendant deux ans, d'environ 9 000 kilomètres autour de l'Ouest américain qui le conduit à travers l'est du Colorado, le Kansas et l'Oklahoma, puis à Hot Springs, Arkansas, où il est arrêté et emprisonné pour vagabondage.
Au début de 1894, il s'échappe et se dirige vers l'ouest, traverse le Texas, le Nouveau-Mexique, l'Arizona et se rend dans le sud de la Californie, où il commence ses premiers essais de guérison avec les Indiens de la vallée de San Jacinto (San Jacinto Valley (en)).
Après deux mois, il reprend son pèlerinage et se dirige vers l'est à travers le désert des Mojaves, ne vivant que de farine et d'eau. En juillet 1895, il se manifeste comme guérisseur chrétien dans les villages du Rio Grande au sud d'Albuquerque. Là, tout en soignant des centaines de malades, de souffrants et de handicapés qui affluent dans la vieille ville d'Albuquerque, il  devient célèbre. Les foules se rassemblent autour de lui tous les jours, espérant être guéries de leurs maladies simplement en serrant ses mains. Le mois suivant, il retourne à Denver, et ne reprend ses guérisons qu'à la mi-septembre. Au cours des semaines suivantes, son ministère attire des dizaines de milliers de pèlerins dans sa petite maison du nord de Denver. Schlatter aurait refusé toutes les rétributions pour ses services. Son mode de vie est des plus simples, et il n'enseigne aucune nouvelle doctrine.
Il a seulement dit qu'il obéit à un pouvoir qu'il appelle Père, et que de ce pouvoir il a reçu son pouvoir de guérison.
Dans la nuit du 13 novembre 1895, il disparaît subitement, laissant derrière lui un message dans lequel il a écrit que sa mission est terminée.

### Après sa mort
En 1897, l'écrivain et suffragette Ada McPherson Morley (en) publie The Life of the Harp in the Hand of the Harper (« La vie de la harpe dans la main du harpeur »), un livre qui raconte la retraite de trois mois du guérisseur dans son ranch des Datil Mountains (en), au Nouveau-Mexique, après sa disparition de Denver.
Le livre, comportant le nom que le guérisseur s’était donné, contenait également une description à la première personne de son pèlerinage de deux ans, qui, selon lui, avait la même signification pour l'humanité que les quarante jours du Christ dans le désert. En quittant le ranch de Morley, Schlatter lui aurait dit que Dieu avait l'intention d'établir la Nouvelle Jérusalem dans les Datil Mountains, et lui aurait promis de revenir à ce moment-là.
Au même moment, on apprend que les os et les biens du guérisseur ont été trouvés à flanc de montagne dans la Sierra Madre au Mexique. Mais Ada Morley, qui avait souvent rendu visite à Schlatter lors de son séjour de trois mois dans son ranch au Nouveau-Mexique au début de 1896, avait des doutes. Le New York Times du 19 juin 1897 exprimait les mêmes doutes : « Il ne semble pas que les restes humains aient été réellement identifiés comme étant ceux de Schlatter, ni qu'une identification ait été possible ».
Dans son roman autobiographique Inferno, August Strindberg décrit Francis Schlatter comme le doppelgänger d'un autre homme, rencontré par Strindberg à Paris en 1896, l'année suivant la disparition de Schlatter. Il avait peur de Schlatter. Le « double » s'est avéré être Paul Herrmann, un peintre germano-américain.

### La baguette de cuivre du guérisseur
En 1906, Edgar Lee Hewett (en), archéologue réputé et directeur de musée, mène des recherches près de Casas Grandes, Chihuahua, au Mexique, lorsque son guide mexicain lui signale une tombe non marquée. Dix ans auparavant, lui raconte le guide, il était tombé sur le corps d'un homme mort à la suite d'une tempête ; d'après la description du guide, Hewett en déduit que l'homme mort était Francis Schlatter que Hewett avait rencontré et dont il avait observé les séances de guérison en 1895.
Hewett demande au guide si l'un des biens de l'homme avait été sauvegardé, le guide le conduit à la maison du shérif de Casas Grandes, où Hewett peut voir la Bible, la selle et la baguette de cuivre de Schlatter, devenues la marque mystérieuse du guérisseur depuis sa disparition.
Des années plus tard, en 1922, Hewett retourne au Mexique et examine à nouveau la baguette de cuivre. Alors directeur de la School of American Research (maintenant la School for Advanced Research) et du Musée du Nouveau-Mexique, il montre son intérêt pour la baguette et fait un don au village de Casas Grandes pour embaucher un enseignant. De retour à Santa Fe, quelques semaines plus tard, il reçoit, enveloppée de toile de jute, la baguette de cuivre de Francis Schlatter qu'il installe dans les collections du Musée d'histoire du Nouveau-Mexique dans le Palais des Gouverneurs à Santa Fe, où la baguette se trouve encore de nos jours.

### Imposteurs
Plusieurs hommes prétendant être Francis Schlatter font la une des journaux dans tout le pays en 1909, 1916 et 1922.
L'un d'eux, un pasteur presbytérien nommé Charles McLean, mort à Hastings dans le Nebraska en 1909, suscite une controverse entre les sceptiques et les croyants. Deux autres, August Schrader et Jacob Kunze, ont formé une équipe de guérison qui a fonctionné entre 1908 et 1917, ils sont arrêtés et emprisonnés en 1916 pour fraude postale. En 1910, à Toledo, Ohio, un certain Francis Schlatter est arrêté pour "fraude", mais la photographie sur le document de la police ne ressemble pas à celles qu'on connait du Schlatter d'avant 1896.
Un dernier guérisseur meurt à Saint-Louis, (Missouri), en octobre 1922.
Au cours de la seconde moitié du XXe siècle, le regain d'intérêt pour Schlatter se portait sur le guérisseur décédé à Saint-Louis. Plus récemment en 2016 David N. Wetzel dans The Vanishing Messiah: The Life and Resurrections of Francis Schlatter soutient que le guérisseur a mis en scène sa mort dans les montagnes du Mexique puis est retourné aux États-Unis pour continuer à guérir dans les parties est et sud du pays jusqu'à sa mort à Saint-Louis en 1922. Le postulat de l'auteur repose en partie sur la découverte d'une autobiographie, longtemps oubliée à la Bibliothèque du Congrès, intitulée Modern Miracles of Healing: A True Account of the Life, Works and Wanderings of Francis Schlatter, the Healer, attribuée à « Francis Schlatter, The Alsacian » et publiée en 1903.